# Aharon Leib Shteinman
Cet article possède un paronyme, voir Steinman.
Aharon Yehuda Leib Shteinman (en hébreu : אהרן יהודה לייב שטינמן), né le 14 novembre 1913 à Kamieniets aujourd'hui en Biélorussie et mort le 12 décembre 2017 - 24 Kislev- à Bnei Brak, est un rabbin israélien ultra-orthodoxe,. Il préside le Conseil des Grands de la Torah et il est le chef spirituel du parti Degel hatorah.[réf. nécessaire]

## Biographie
Aharon Yehuda Leib Shteinman est né en 1913 à Kamienets, aujourd'hui en Biélorussie.  Il est le fils de Noah' Tsvi et de Gittel Feige.[réf. nécessaire]

### Études

#### Empire russe
Aharon Yehuda Leib Shteinman va  au Talmud Torah (école primaire) locale de Brest (Biélorussie). Il est considéré comme un génie, comme le mentionne dans ses mémoires  son camarade de classe Zeev Edelman (1914-2000). Il est ensuite élève de la Yeshiva Torat Hessed, également à Brest, dirigée par le Rav Moshe Sokolovski. Il suit également l'enseignement du rabbin Yitzchok Zev Soloveitchik, le Brisker Rav et du rabbin Simha Zelig Riger qui est le cousin de sa mère qui lui donne la semikha. Il étudie ensuite à Kletsk (nom biélorusse Клецк) avec le rabbin Aharon Kotler.

#### Suisse
En 1937, Brest faisant partie de la Pologne, depuis la fin de la Première Guerre mondiale, Shteiman et son ami Moishe Soloveitchik (un petit-fils du rabbin Chaim Soloveitchik) essaient d'échapper à la conscription dans l'armée polonaise, en se privant de nourriture, sans y parvenir.  Avec d'autres étudiants de Brest, ils se réfugient à Montreux, en Suisse, pour enseigner  à la Yechiva Etz Haïm. Il se marie à Arosa (Suisse) en 1944 à Tamar Kornfeld (1909-2002),anversoise , d'origine polonaise,refugiées en Suisse . Le mariage est célébré par le rabbin Mordechai Yaacov Breisch, rabbin de la communauté juive  orthodoxe à Zurich, puis en 1945 le couple émigre en Israël.

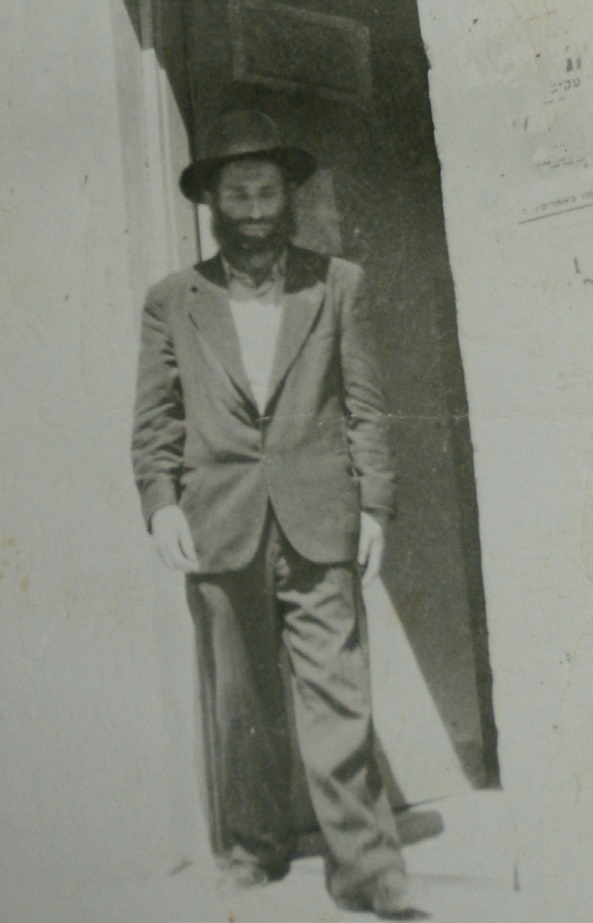
Le jeune rabbin Aharon Leib Shteinman

#### Israël
Il s'installe d'abord à Petah Tikva, où il étudie au collel Torat Eretz Israel, puis par recommandation du Hazon Ish il est nommé Rosh Yeshiva de la Yeshiva Hafetz Haim a Kfar Saba. En 1956, à la demande du rabbin Yosef Shlomo Kahaneman, il prend la direction de la Yeshiva Ktana Ponevez à Bnei Brak.

### Mort
Le rabbin Aharon Leib Shteinman meurt le 12 décembre 2017 à l’hôpital Maané Hayeshoua de Bnei Brak,,. La date correspond à la veille du premier jour de 'Hannouka 5778.

## Activités et renommée
Le rabbin Aharon Leib Shteinman a été un Rosh Yeshiva célèbre et est considéré dans le judaïsme orthodoxe haredi non-hassidique comme le plus grand décisionnaire (Posseq) de la loi juive (Halakha) depuis le décès du rabbin Yosef Shalom Eliashiv en 2012. Il est considéré également comme le Gadol Hador (grand de la génération).

## Œuvres
- (he) Ayeles HaShachar al HaTorah (le titre est basé sur les initiales en hébreu de son nom et sur l'étoile du matin (psaume 22). Commentaires sur la Torah)
- (he) Ayeles HaShachar sur le Talmud.
- (he) Chessed Umishpat sur le traité du Talmud : Sanhédrin.
- (he) Yimaleh Pi Tehilasecha, discours de Moussar.
- (he) Mipekudecha Esbonan, discours sur les Jours redoutables.